# John Obadiah Westwood
John Obadiah Westwood, född 22 december 1805 i Sheffield, Yorkshire, död 2 januari 1893 i Oxford, var en engelsk naturforskare, en av sin samtids mest framstående entomologer.
Westwood utnämndes 1861 till zoologie professor i Oxford. Sedan 1872 var han hederspresident i Entomological Society i London. Westwoods entomologiska arbeten (redan 1862 uppgick deras antal till 378) utgörs vanligen av 
monografier över en mängd insektsläkten och familjer. 1855 fick han en av Royal Societys kungliga guldmedaljer. Westwood författade även flera skrifter på det arkeologiska området.